# Rhotana biermani
Rhotana biermani är en insektsart som först beskrevs av Schmidt 1926.  Rhotana biermani ingår i släktet Rhotana och familjen Derbidae. Inga underarter finns listade i Catalogue of Life.